# Власовский сельский совет (Зеньковский район)
Власовский сельский совет (укр. Власівська сільська рада) — входит в состав
Зеньковского района
Полтавской области
Украины.
Административный центр сельского совета находится в 
с. Власовка.

## Населённые пункты совета
- с. Власовка
- с. Горобии
- с. Дадакаловка
- с. Пеленковщина
- с. Перелески
- с. Соколовщина